# Greyiaceae
Greyiaceae é uma família de plantas dicotiledóneas que compreende três espécie repartidas num só género:
- Greyia.

São pequenas árvores, das regiões temperadas a subtropicais, originárias do Sudeste da África do Sul.
O sistema APG II incorpora este género na família Melianthaceae.